# Antalkidas
Antalkidas (? - 367 p.n.e.) – spartański polityk i wódz.
Antalkidas w okresie trwania wojny korynckiej (394-387), od roku 392 był posłem spartańskim w Sardes na dworze satrapy perskiego Tiribazosa. W swoim posłaniu proponował królowi perskiemu Artakserksesowi II Mnemonowi odstąpienie miast greckich położonych w Azji Mniejszej, w zamian za udzielenia gwarancji autonomii wszystkich innych miast co miało spowodować rozwiązanie wszystkich związków poza Związku Peloponeskiego, któremu przewodziła Sparta. Początkowo król i Ateny odrzuciły propozycje, lecz po opowiedzeniu się Aten po stronie Euagorasa I, króla cypryjskiego, w walce z Persami. Artakserkses zmienił swoją politykę i Antalkidas w 387 p.n.e. uzyskał przymierze z Persją.
By pozyskać Ateny i ich sojuszników, Antalkidas, dzięki pieniądzom i pomocy Tiribazosa, opanował Hellespont a tym samym odciął dostawy z Morza Czarnego do Grecji a w tym Aten. Manewr ten spowodował uległość państw greckich w rezultacie czego w 386 p.n.e. Antalkidas doprowadził do podpisania tzw. „pokoju królewskiego” lub czasem nazywanego pokojem Antalkidasa. W treści zawarto pierwotne przesłanie spartańskiego polityka: Król Artakserkses uważa za słuszne, żeby miasta w Azji należały do niego, z wysp zaś Klazomedaj i Cypr. Inne greckie miasta, małe i duże, maja być niezależne...Kto nie przyjmie tego pokoju z tym walczył będę na ziemi i morzu, okrętami i pieniędzmi.
W 367 roku p.n.e. po klęsce Kleombrotosa I pod Leuktrami i załamaniu się hegemonii Sparty, Antalkidas wyruszył na dwór perski do Suzy na rokowania. Po fiasku rozmów w drodze powrotnej Antalkidas popełnił samobójstwo.